# Лагерберг, Свен
Граф Свен Лагерберг швед. Swen Lagerberg; 28 марта 1672, Габу — 7 октября 1746, Стокгольм) — шведский политик, военный и государственный деятель, председатель (lantmarskalk) ланттага — парламента Швеции (1723), статский советник (1719—1720), генерал-майор.

## Биография
Приближённый шведского короля Карла XII. Поступил на военную службу в 1690 году, был прапорщиком, когда в 1700 году началась Северная война. Сопровождал короля во время Русский поход в Полтаву в 1709 году. Участвовал в Полтавской битве в чине майора, получил ранение на заключительном этапе сражения, над которым, потоптав его, прошёл русский боевой строй и которого в конце концов спас шведский драгун.
После разгрома шведов с трудом бежал с Карлом XII за Днепр.  Во время пребывания Карла XII в Турции исполнял обязанности переговорщика с крымским ханом и убедил Карла соединить свои войска с османами для нападения на Россию. В 1710 году был произведён в подполковники Скараборгского полка, в 1714 году стал полковником. Участвовал в осаде Висмара. Провёл там несколько успешных атак. Произведенный в генерал-майоры и командиры полка Скараборга в 1717 году, участвовал в походе в Норвегию. В 1719 году стал баронетом, а в следующем году — президентом государственного управления.
В 1723 году началась политическая карьера С. Лагерберга. Играл важную роль в качестве статского советника. Был депутатом ланттага — парламента Швеции в 1719 и 1720 годах.
Активный член шведской политической партии периода «эры свобод» Партии «шляп», продолжал свою политическую деятельность до самой смерти.
В 1723 году стал председателем (lantmarskalk) парламента. При этом оставался статским советником. В 1720—1723 годах Лагерберг был также президентом (министром) финансов Швеции.